# Britt Lomond
Britt Lomond (Chicago, 12 aprile 1925 – Huntington Beach, 22 marzo 2006) è stato un attore e produttore televisivo statunitense.
È conosciuto prevalentemente per aver interpretato il ruolo del Capitano Monastario nella serie televisiva americana Zorro della Disney negli anni cinquanta.

## Biografia
Nato il 12 aprile 1925 a Chicago, Lomond è cresciuto a New York. Di discendenza scozzese, suo padre era un insegnante e sua madre un'attrice e scultrice. Ha ricevuto tre Purple Heart, una Silver Star e una Bronze Star per il suo servizio militare come paracadutista dell'esercito durante la seconda guerra mondiale.
Fu uno studente della New York University dopo la guerra e si guadagnò un posto nella squadra di scherma degli Stati Uniti per le Olimpiadi del 1952. In seguito, andato a Los Angeles, studiò scherma sotto la guida del maestro italiano Aldo Nadi e si avvicinò al cinema e alla televisione.
Lomond ha fatto da controfigura di Mel Ferrer in Scaramouche (1952). Nel 1956, Lomond interpretò lo spagnolo James Addison Reavis nell'episodio "Il barone dell'Arizona" della serie antologica Death Valley Days, insieme a Stanley Andrews.
Il suo talento attirò l'attenzione del produttore Walt Disney e del regista Norman Foster che decisero di sottoporlo ad un provino per il ruolo di Zorro nella serie televisiva, parte che decisero di assegnare a Guy Williams. Lomond interpretò il ruolo del malvagio Capitano Enrique Sanchez Monastario nella prima stagione di Zorro, che gli diede la popolarità. Ha anche interpretato il ruolo del generale George Armstrong Custer nel film Disney L'ultima battaglia del generale Custer (1958). In televisione ha fatto un'apparizione come ospite in Perry Mason interpretando il ruolo del protagonista e vittima di omicidio Jack Culross in un episodio del 1961. Nel 1963 Lomond è apparso come Kyle Lawson in Il virginiano nell'episodio intitolato "Il caso del pittore postumo".
Lomond è stato direttore di produzione per Una famiglia americana, Ovunque nel tempo e Falcon Crest. Era noto per essere stato anche il primo assistente alla regia di serie televisive come Galactica e MacGyver.
Britt Lomond aveva anche dipinto. Brittini era uno studio d'arte commerciale negli anni '60, a Los Angeles, California. Lo studio era di proprietà di tre persone, lo stesso Britt Lomond, suo suocero e Loraine Miller.
Oltre a produrre un gran numero di dipinti di "arte del divano", gli artisti Brittini realizzarono anche ampi murales nel Grauman's Egyptian Theatre, a Hollywood, nel 1964 (quei dipinti sono ora scomparsi, mentre il teatro è stato ristrutturato). I dipinti erano solitamente di navi, con trama in rilievo, utilizzando colla bianca colorata di nero con vernice acrilica.
Il 22 marzo 2006, Lomond morì per insufficienza renale in una casa di cura a Huntington Beach, in California, all'età di 80 anni, lasciando sua moglie (Diane, un'agente di casting, conosciuta nel 1959), un figlio (lo sceneggiatore D. Glase Lomond) e una figlia (Evan, una events-producer).

## Filmografia parziale

### Attore

#### Cinema
- L'ultima battaglia del generale Custer (Tonka), regia di Lewis R. Foster (1958)
- Young Jesse James (1960)

#### Televisione
- Navy Log – serie TV, episodi 1x13-1x29-2x03 (1955-1956)
- La pattuglia della strada (Highway Patrol) – serie TV (1956)
- Il conte di Montecristo (The Count of Monte Cristo) – serie TV (1956)
- Annie Oakley – serie TV (1956)
- Death Valley Days – serie TV, 2 episodi (1956)
- The Gray Ghost – serie TV, episodio 1x14 (1957)
- Cheyenne – serie TV (1957)
- La saga di Andy Burnett – serie TV, 1 episodio (1957)
- Zorro – serie TV, 13 episodi (1957-1958)
- 26 Men – serie TV, episodi 1x18-2x36 (1957-1959)
- Colt .45 – serie TV, 1 episodio (1959)
- Tombstone Territory – serie TV (1959)
- Bat Masterson – serie TV (1959)
- Men Into Space – serie TV, episodio 1x06 (1959)
- Tales of Wells Fargo – serie TV (1960)
- La valle dell'oro (Klondike) – serie TV, episodio 1x11 (1960)
- Lock Up – serie TV, episodio 2x17 (1961)
- I racconti del West – serie TV (1961)
- Le leggendarie imprese di Wyatt Earp – serie TV (1961)
- Thriller – serie TV, episodio 1x31 (1961)
- Peter Gunn – serie TV, episodio 3x35 (1961)
- Perry Mason – serie TV (1961)
- Gli uomini della prateria (Rawhide) – serie TV, episodio 4x08 (1961)
- Il virginiano (The Virginian) – serie TV, episodio 1x20 (1963)
- Le spie (I Spy) – serie TV (1967)
- Missione impossibile (Mission: Impossible) – serie TV (1967)
- Simon & Simon – serie TV (1983)

### Direttore di produzione
- Una famiglia americana (The Waltons) – serie TV
- Ovunque nel tempo – serie TV
- Falcon Crest – serie TV

### Assistente alla regia
- Galactica – serie TV (1978)
- MacGyver – serie TV (1985-1992)

## Doppiatori italiani
- Nando Gazzolo ne La sfida di Zorro
- Sergio Graziani ne L'ultima battaglia del generale Custer
- Arturo Dominici in Zorro (primo doppiaggio)
- Nino Prester in Zorro (ridoppiaggio)